# 와동중학교
와동중학교(瓦洞中學校)는 대한민국 경기도 안산시 단원구 와동에 있는 공립 중학교이다.

## 학교 연혁
- 2001년 1월 5일 : 와동중학교 설립인가 30학급
- 2001년 3월 1일 : 제1대 김인숙 교장 취임
- 2001년 3월 5일 : 제1회 입학 426명(남 220명, 여 206명)
- 2004년 2월 11일 : 제1회 졸업식 436명(남 219명, 여 217명)
- 2004년 10월 27일 : 웅비관(체육관) 개관식
- 2007년 3월 1일 : 해양수산부 해양생태환경체험 시범학교 지정(2년)
- 2009년 3월 1일 : 안산교육청지정 효경예절 생활지도 시범학교 선정
- 2011년 3월 1일 : 안산시 한자교실 운영학교 지정
- 2022년 9월 1일 : 제9대 양승조 교장 취임
- 2023년 12월 15일 : 제21회 졸업식 179명 (누계 6,557명)
- 2024년 3월 4일 : 제24회 입학식 149명

## 참고 자료
- 와동중학교 - 한국교육학술정보원 학교알리미